# 贝坦库里亚
贝坦库里亚（西班牙語：Betancuria），是西班牙加那利群岛拉斯帕尔马斯省的一个市镇。总面积104平方公里，总人口731人（2018年），人口密度7人/平方公里。它是富埃特文图拉岛上，也是整个加那利群岛上人口最少的一个市镇。
贝坦库里亚是富埃特文图拉岛的第一个首府。它是由让·德贝当古在15世纪初期在岛中部建立的。因为常遭海盗的骚扰，之前他在海岸边上建立据点的企图失败。
小镇中心有一个圣玛丽亚教堂（Iglesia Matriz de la Concepción，又名）。教堂始建于1410年，并在1462年扩建。在1592年太海盗的掠夺中被摧毁，百年后才又重新建造。
在镇上还有一个修道院遗址。修道院是当初为跟随征服者来岛上向土著人传播基督教的教士而建的。

## 图集

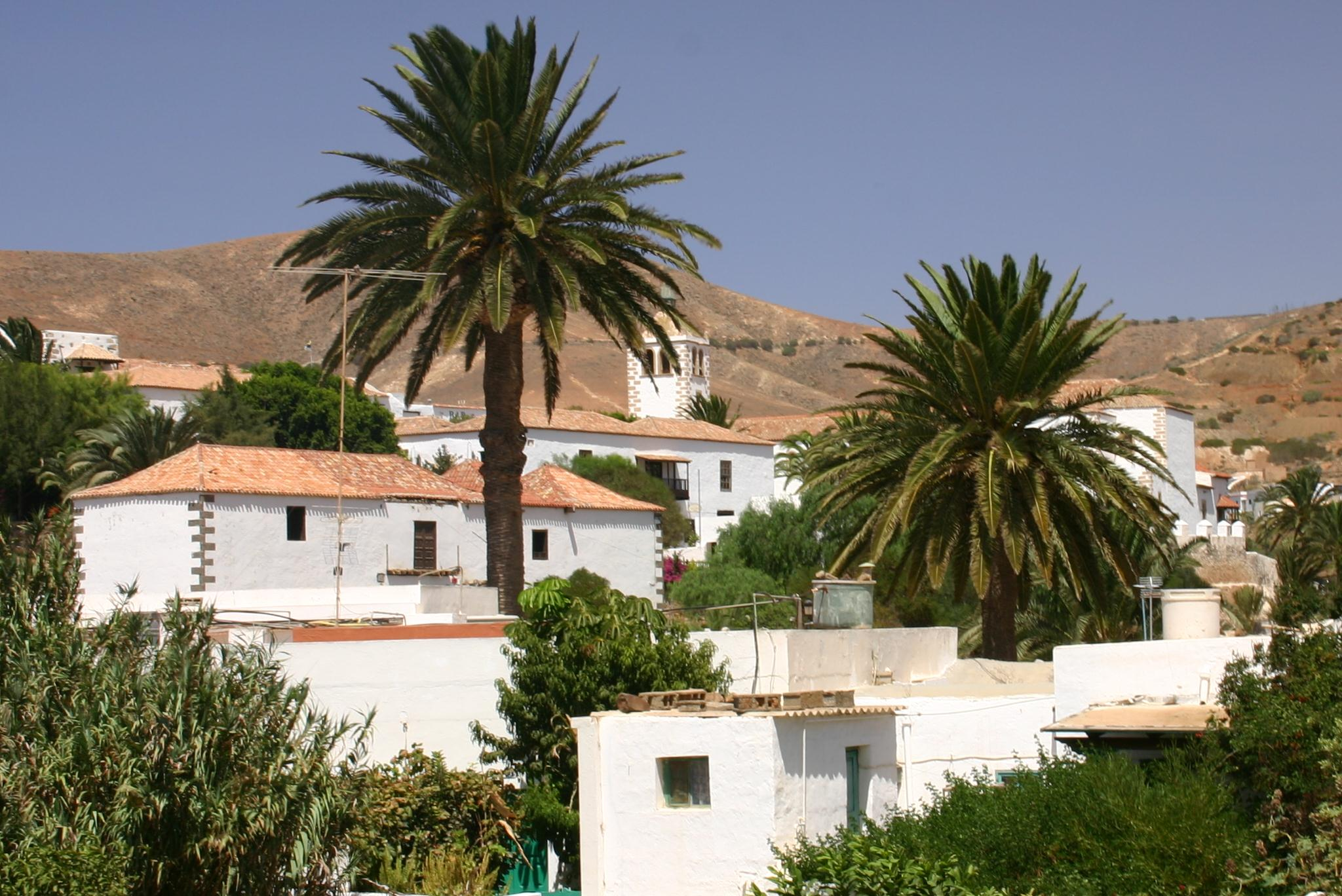
市容
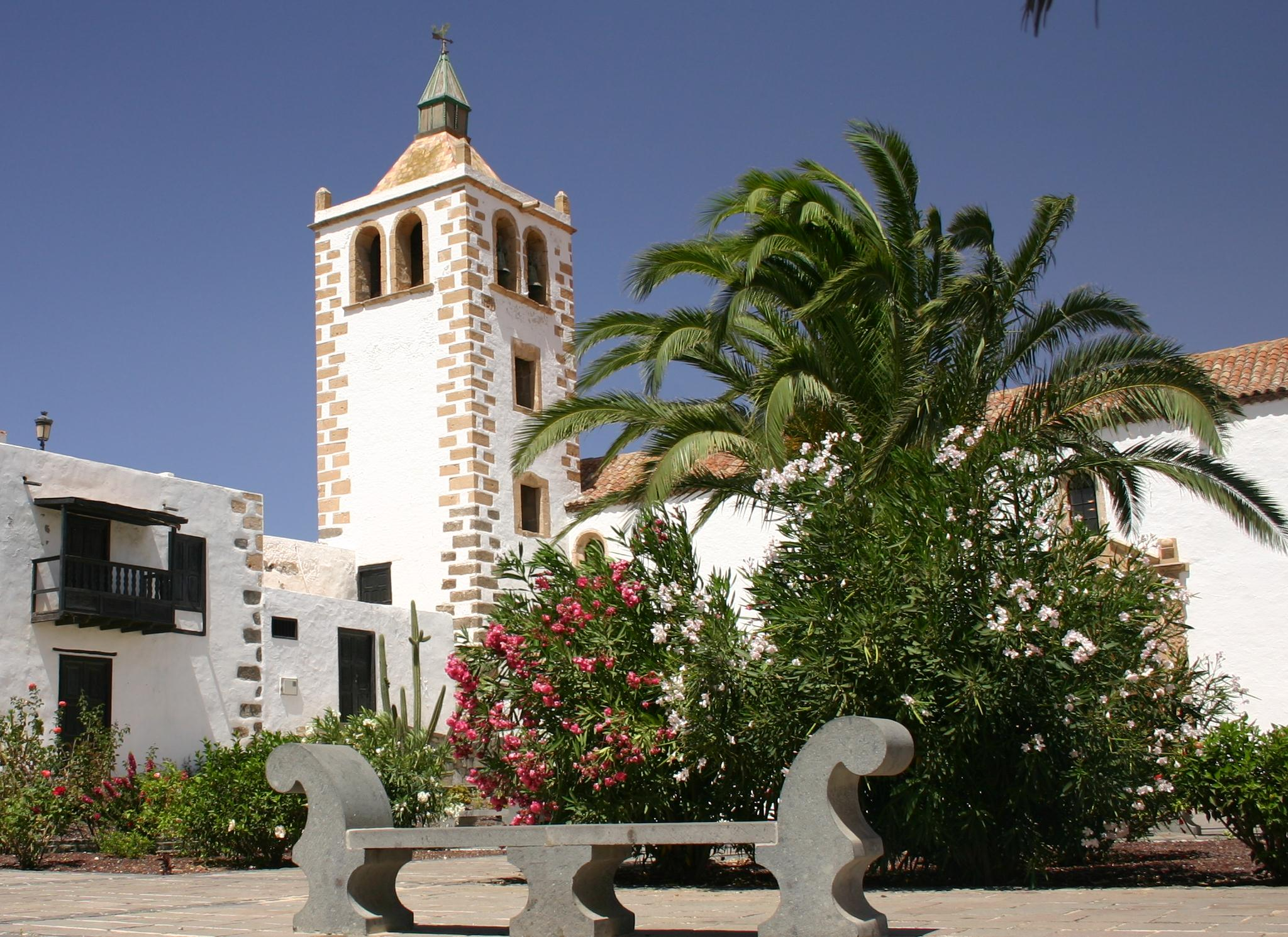
圣玛丽亚教堂
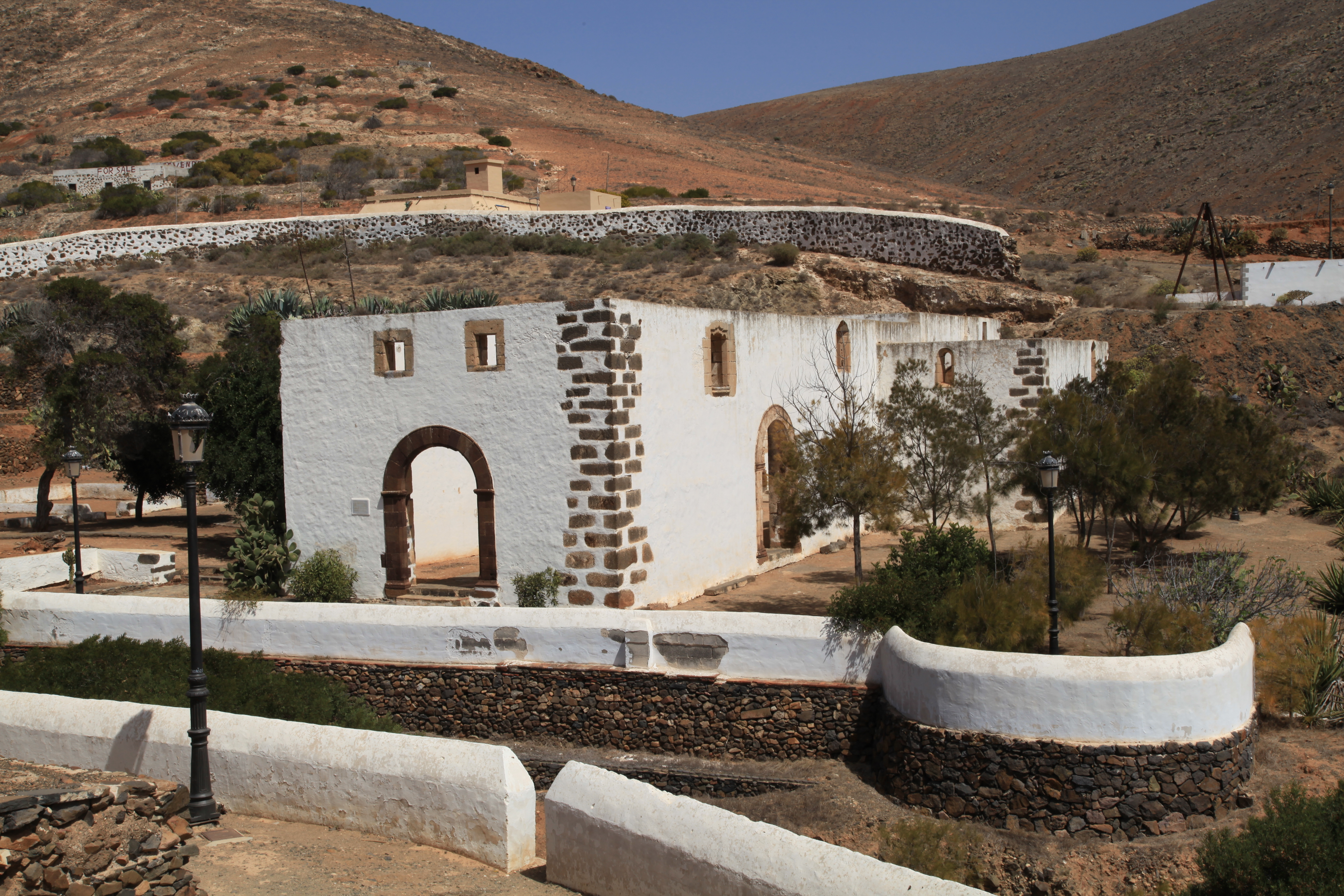
修道院遗址
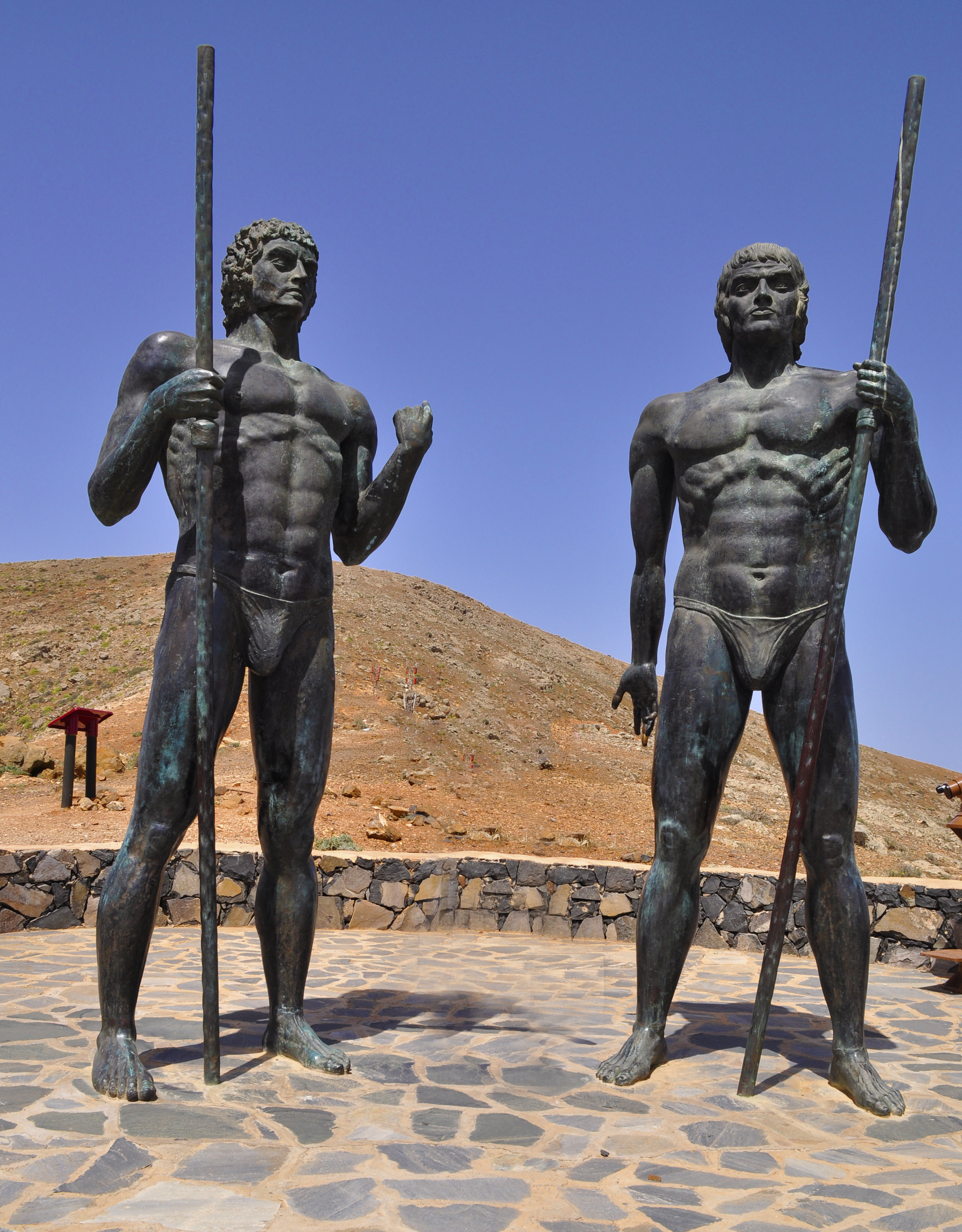
两个关切部落领袖的雕像：吉塞（Guise）和阿约塞（Ayose）